# 旭信昭
旭 信昭（あさひ のぶあき）は、日本の地方公務員。

## 経歴
1966年（昭和41年）に福井県立高志高等学校を卒業。金沢大学法文学部卒業後、福井県庁に入庁。嶺南振興局長、県民生活部長、出納長、福井県副知事を歴任。福井県職員出身者としての副知事就任は、栗田幸雄知事時代の渡辺智以来であった。
2019年春の叙勲で瑞宝中綬章を受章。